# Antonio Gómez (Boxer)
Antonio Gómez (* 7. September 1945 in Cumaná, Venezuela) ist ein ehemaliger venezolanischer Boxer im Federgewicht. Er wurde von Ramiro Machado gemanagt.

## Profi
Am 28. Februar 1967 gab er erfolgreich sein Profidebüt. Im September des Jahres 1971 wurde er Weltmeister der WBA, als er den Japaner Shōzō Saijō durch klassischen K. o. in Runde 5 besiegte. Im darauffolgenden Jahre verteidigte er diesen Gürtel gegen Raul Martinez Mora und verlor ihn an Ernesto Marcel. Im Jahre 1975 beendete er seine Karriere.